# Stan Klos
Stanley Louis Klos, detto Stan (New York, 18 gennaio 1954), è un imprenditore, ex cestista e politico statunitense, ha giocato per la squadra di pallacanestro Amaro Harrys Bologna.

## Carriera
Nella stagione 1978-79 giocò a pallacanestro nella società bolognese Amaro Harrys Bologna. Nel 1979 è stato capitano della compagine degli Stati Uniti Basket Team, che ha preso parte a tornei internazionali in Europa.
Nel 1994 fu candidato per il Senato degli Stati Uniti, collegio del West Virginia dove sfidò Robert C. Byrd. In seguito svolse l'attività di storico e autore.